# Artur Sargsian

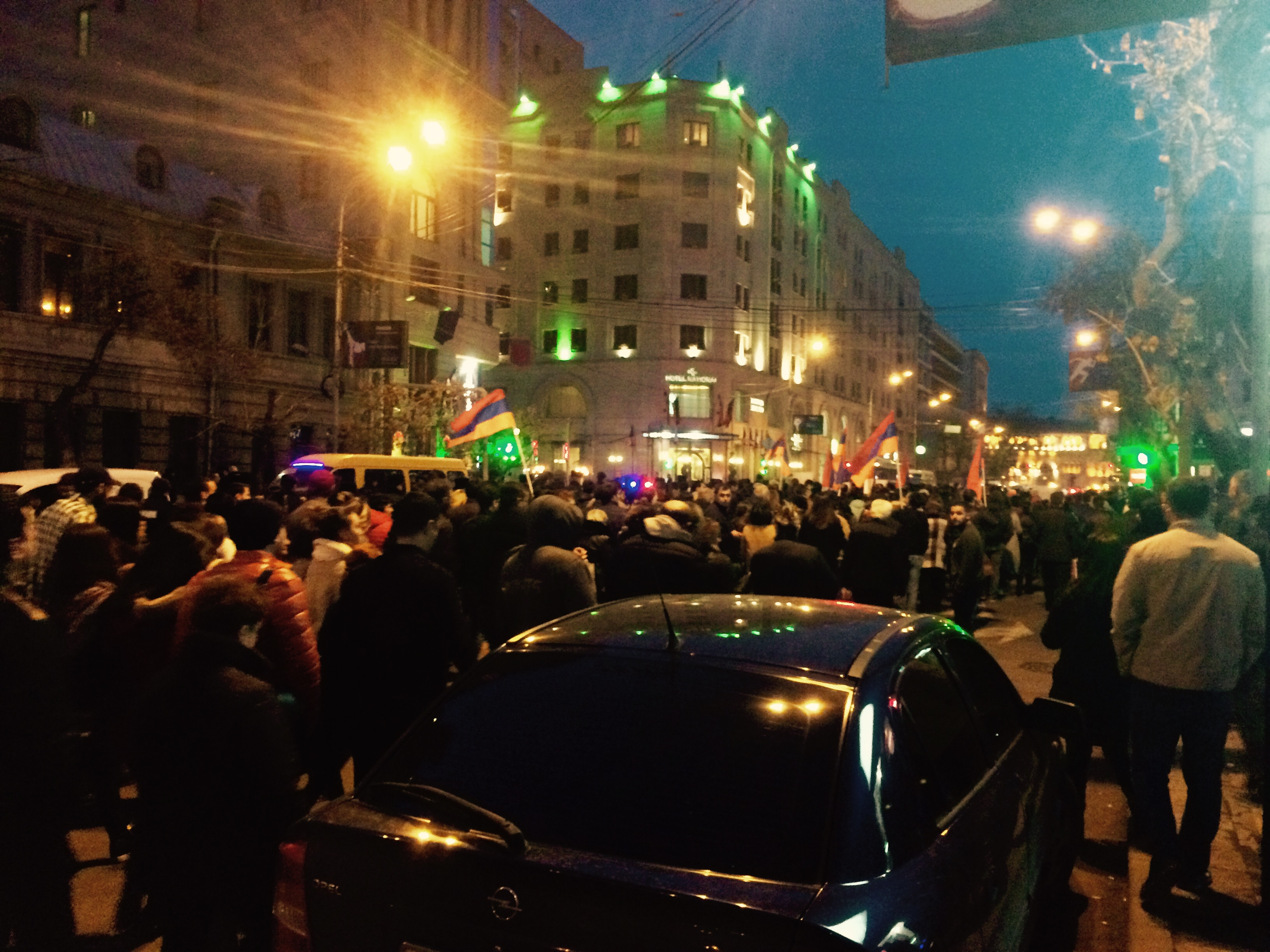
Manifestació en memòria d'Artur Sargsian.

Artur Roberti Sargsian (armeni: Արթուր Ռոբերտի Սարգսյան), més conegut com a El Portador de pa, (Erevan, 9 d'agost de 1968 - Erevan,	16 de març de 2017) va ser un activista polític i mestre artesà armeni, veterà de la Guerra de l'Alt Karabakh (1988-1994).

## Trajectòria
Va finalitzar els seus estudis a la Universitat Politècnica Nacional d'Armènia. Durant la guerra de l'Alt Karabakh també va portar menjars a primera línia i va resultar ferit. No obstant això, va ser conegut a Armènia com l'home que portava menjar als membres del grup armat Sasna Tsrer durant la crisi d'ostatges d'Erevan del 2016. Per a fer-ho, corria entre la policia, posant en risc la seva vida. Va ser arrestat després dels fets i va realitzar 25 dies de vaga de fam.
Després de la vaga, va morir el 16 de març de 2017, a causa d'una insuficiència cardíaca derivada de complicacions durant la cirurgia per la ruptura intestinal mentre es tractava al Centre Mèdic Armènia. El subdirector del centre mèdic va declarar que va ser traslladat a l'hospital quan ja era massa tard. Molts el van veure com un símbol de resistència a la forta resposta del règim governant armeni a les protestes populars.
La seva mort va fer augmentar les protestes i es van organitzar manifestacions a Erevan. El defensor del poble armeni va exigir la màxima transparència en la investigació criminal. Aquell any va ser nominat al Premi Aurora.